# Rabban Ormisda
Rabban Ormisda (Hormozd) (in siriaco ܕܪܒܢ ܗܘܪܡܙܕ; ... – VII secolo) è stato un monaco cristiano siro; fondò un monastero nel nord della Mesopotamia che fu per lungo tempo la sede del Patriarca della Chiesa assira d'Oriente. La sua santità è riconosciuta sia dalla Chiesa assira d'Oriente che dalla Chiesa cattolica caldea.

## Biografia

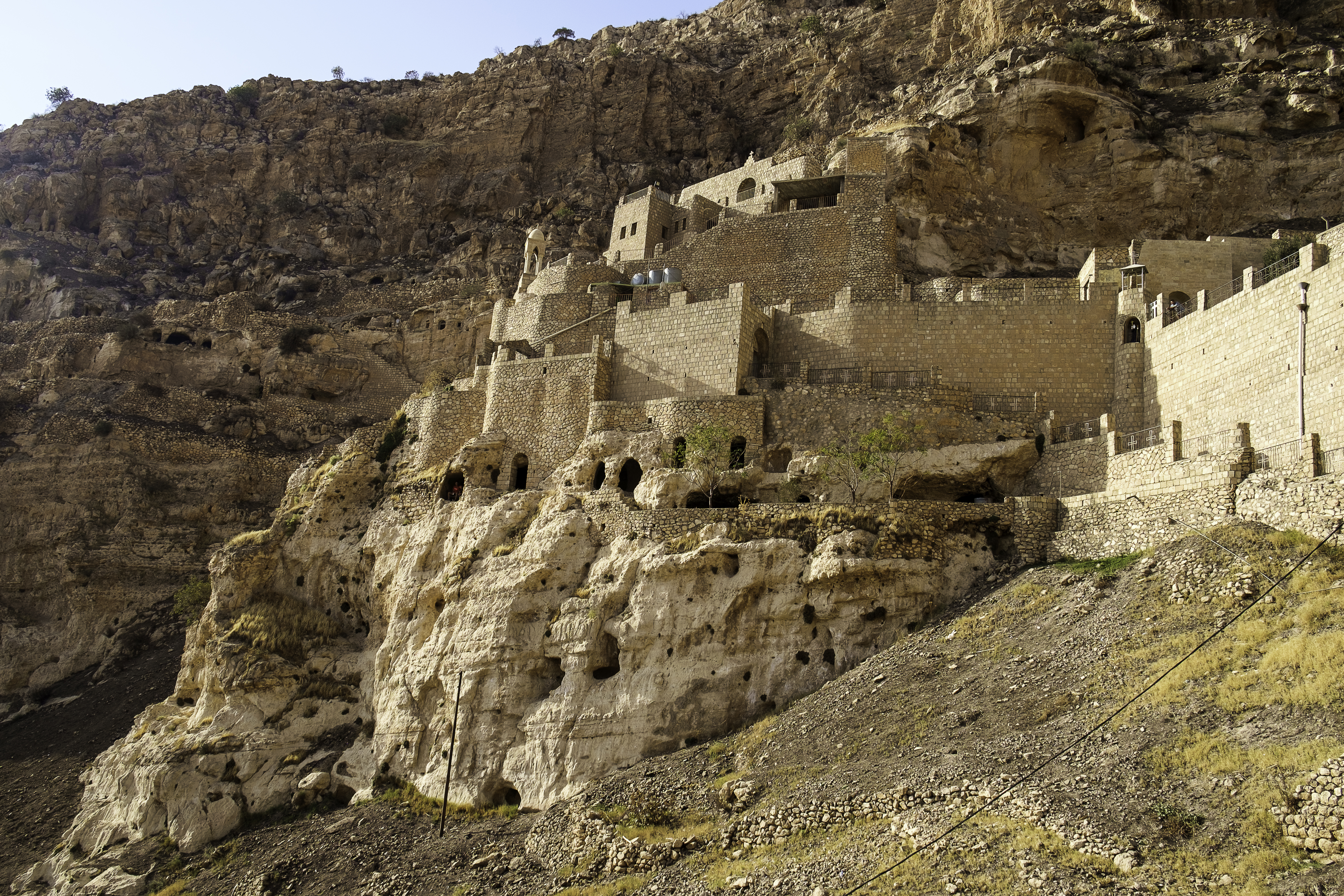
Il monastero di Rabban Ormisda nei pressi di Alqosh nel nord dell'Iraq.

Il termine siriaco Rabban si traduce con “maestro”. È anche il termine aramaico per “insegnante”.

Ormisda nacque alla fine del VI secolo o all'inizio del secolo seguente a Beth Lapat (Gundishapur), una città dell'antico Khūzestān, regione dell'Impero persiano. La sua famiglia era nobile o, quantomeno, benestante. Entrato nella scuola della sua città natale all'età di dodici anni, apprese i principi delle scienze religiose ed esegetiche, eccellendo nello studio della Bibbia. 
Giunto all'età di circa vent'anni avvertì un forte desiderio di scegliere una vita di ascesi. Desiderando imitare Abramo di Kashkar († 586), che aveva visitato i famosi monasteri del Delta del Nilo (tra cui quello di Scete), lasciò la sua famiglia e si mise in viaggio per l'Egitto. Dopo alcuni giorni di cammino, mentre si trovava nella valle del fiume Diyala (un affluente del Tigri), incontrò tre monaci di Bar Idta che lo convinsero a seguirlo nel loro convento, situato nel nord della Mesopotamia. Si trattava di un grande monastero con duecento monaci. L'abate era Sabrisho (Sabrisho monaco, † 650).
Ormisda ottenne il permesso di vivere isolato dagli altri monaci, adempiendo l'invito che Dio aveva inteso per lui. Trovò dimora in un rifugio di montagna: qui visse nel digiuno e nella preghiera, impiegando il proprio tempo nella meditazione. Dopo 39 anni ininterrotti di permanenza a Bar Idtam, Ormisda decise di visitare anche altri monasteri, tra cui il convento fondato da Abramo di Kashkar sul Monte Izla (Tur 'Abdin), circa 20 km a nord-est di Nisibi. Vi rimase per 6-7 anni; qui rinnovò la propria esperienza di ascesi.
Giunto all'età di 65-66 anni, Ormisda lasciò il monastero e si rimise in viaggio. Attraversò la regione di Marga (a nord dell'Adiabene) e giunse ad Alqosh (Beth 'Edhrai), antica città di origine assira. Qui tornò a vivere da eremita. Scelse una zona isolata sulle montagne che sovrastano la città. Trovò dimora in una grotta all'interno della quale vi era un corso d'acqua. La gente del villaggio, colpita dalla profondità della sua fede, gli chiese di fondare un monastero in quel luogo. Gli abitanti avrebbero pensato agli aspetti materiali (l'edificazione vera e propria), mentre Ormisda si sarebbe occupato di fondare la comunità di monaci e di guidarla nell'ascesi. Ormisda accettò (circa 628 d.C.).
Nel 637 gli arabi conquistarono la regione. L'emiro di Mosul (grande città situata a 45 km dal monastero) fu tollerante con i cristiani. Quando Ormisda guarì il figlio dell'emiro riportandolo miracolosamente in vita e chiese per lui il battesimo cristiano, il padre acconsentì.
Nel monastero di Ormisda il numero dei monaci si accrebbe ulteriormente, giungendo ad ospitarne centodieci (647 d.C.). Ormisda trascorse tutto il resto della sua vita in questo monastero. È nota la lunga disputa teologica che lo oppose ai monaci del vicino monastero di Mar Mattai, situato sul monte Alfaf, appartenente alla Chiesa ortodossa siriaca.
Dopo una lunga vita, morì all'età di ottantasette anni. Fu sepolto nella la chiesa del monastero. Subito la sua tomba divenne luogo di pellegrinaggio e di venerazione.

Il monastero di Rabban Ormisda esiste ancora oggi. La sua tomba si trova tuttora presso la tomba dei martiri o santi.